# Wheatfield Soul
Wheatfield Soul är det sjätte albumet av The Guess Who utgivet 1968. Albumet har en tydlig Pop / Rock och Balladkaraktär.

## Låtlista
1. These Eyes - 3:46 (Randy Bachman / Burton Cummings)
2. Pink Wine Sparkles In Tha Glass - 2:15 (Randy Bachman / Burton Cummings)
3. I Find Her In A star - 2:37 (Burton Cummings)
4. Friends Of Mine - 10:08 (Randy Bachman / Burton Cummings)
5. When You Touch Me - 3:40 (Randy Bachman / Burton Cummings / Rob Matheson)
6. A Wednesday In Your Garden - 3:23 (Randy Bachman)
7. Lightfoot - 3:09 (Randy Bachman / Burton Cummings / Rob Matheson)
8. Love And A Yellow Rose - 5:05 (Randy Bachman / Burton Cummings)
9. Maple Fudge - 1:54 (Randy Bachman / Burton Cummings)
10. We’re Comming To Dinner - 2:49 (Randy Bachman / Burton Cummings)
11. When Friends Fall Out - 3:07 (Randy Bachman / Burton Cummings) - A-side Of Quality/Nimbus 9 singel 9002, Released May 1968
12. Guess Who Blues - 3:28 (Randy Bachman / Burton Cummings / Jim Kale / Gary Peterson) - B-side Of Quality/Nimbus 9 singel 9002, Released May 1968
13. Of A Droppng Pin - 2:21 (Randy Bachman / Burton Cummings) - A-side Of Quality/Nimbus 9 singel 9004, Released August 1968

Spår 11, 12, 13 Är Bonusspår Endast Utgiven På CD Versionen Av Albumet.

## Medverkande
- Burton Cummings - Sång, Grand Piano, Hammondorgel, Elektrisk Gitarr, Akustisk Gitarr, Harmonica, Flöjt
- Randy Bachman - Elektrisk Gitarr, Akustisk Gitarr, Sitar
- Jim Kale - Basgitarr, Bakgrundssång
- Gary Peterson - Trummor, Percussion

- Producent Jack Richardson För Nimbus 9 Productions / RCA Records LSP 4141
- CD Utgåva Från 2009. Skivnummer RCA Records / ICON CLASSIC Records ICON 1008 (8 86975-13912 5)